# Lila (cantora)
Eliza Lacerda von Kruger, conhecida por seu nome artístico Lila (Macapá, 20 de março de 1982) é uma cantora e compositora brasileira. Até 2014, respondia pelo nome artístico de Eliza Lacerda; passou então a assinar como Lila. Foi radicada no Rio de Janeiro e atualmente mora em São Paulo.
É considerada uma artista destaque do cenário musical brasileiro desde 2015, quando foi indicada ao Prêmio Multishow e atingiu a primeira posição de uma parada do Spotify. Segundo a revista Veja, o trabalho de Lila tem inspirado mães em debates intrínsecos à maternidade.

## Carreira
Lila foi contratada nos anos 2000 pelo Selo Albatroz, de Roberto Menescal, tendo gravado discos exclusivos ao mercado japonês. Uma das faixas lançadas, uma versão bossa-nova de Bubbly, possui mais de 10 milhões de plays no Spotify. Tendo encontrado sucesso na Ásia com o público infantil, um de seus discos vendeu mais de 50 mil cópias no Japão.
A artista alcançou repercussão local no Rio de Janeiro quando foi eleita musa do carnaval de rua, pelo O Globo. A cantora é frequentemente associada como uma figura carnavalesca devido à sua atuação no Bloco Fogo & Paixão, fundado por ela.
Em 2015, Lila obteve reconhecimento nacional após ser indicada ao Prêmio Multishow. Em dezembro daquele ano, ela atingiu a primeira parada do chart de canções virais do Spotify com a faixa "Aparição", a mais compartilhada da plataforma na primeira semana de dezembro.
Em 2021, lançou o álbum "Puérpera", que alcançou sucesso crítico em veículos de todo o país.
Lila é parceira de artistas como Letrux, Ana Cláudia Lomelino e Francis Hime.

## Discografia

##### Como Eliza Lacerda
| Álbum                       | Lançamento | Formato       | Gravadora    |
| --------------------------- | ---------- | ------------- | ------------ |
| Pé de Dança                 | 2005       | CD, streaming | Independente |
| Pé de Dança                 | 2007       | CD            | Victor (JP)  |
| Kid's Bossa Peek-a-boo      | 2008       | CD            | Albatroz     |
| Kid's Bossa Happy Christmas | 2009       | CD            | Albatroz     |
| Kids Bossa Poco-a-Poco      | 2009       | CD            | Albatroz     |
| Kid’s Bossa Play House      | 2010       | CD            | Albatroz     |
| Always                      | 2018       | Streaming     | Albatroz     |

##### Como Lila
| Álbum               | Lançamento            | Formato   | Gravadora    |
| ------------------- | --------------------- | --------- | ------------ |
| Lila                | 2015                  | Streaming | Independente |
| Lila Canta Carnaval | 13 de outubro de 2017 | Streaming | Independente |
| Puérpera            | 18 de junho de 2021   | Streaming | MangoMusik   |

## Prêmios e indicações
| Ano  | Prêmio                                | Categoria         | Indicação | Resultado |
| ---- | ------------------------------------- | ----------------- | --------- | --------- |
| 2015 | Prêmio Multishow de Música Brasileira | Artista Revelação | Lila      | Indicado  |